# 秋花独蒜兰
秋花独蒜兰（学名：Pleione maculata）为兰科独蒜兰属下的一个种。其种加词“maculata”意为“有斑点的”。